# Самбра (река)
Са́мбра (фр. Sambre, Самбр) — река во Франции и Бельгии, левый приток Мааса. Длина 190 км, площадь водосборного бассейна — 2740 км². Судоходна почти на всём протяжении.

## География
Берёт начало в северо-западных отрогах Арденн, течёт по франко-бельгийскому угольному бассейну — ранее важному промышленному району. Впадает в Маас около города Намюр (Бельгия). Соединена каналом Самбра — Уаза с рекой Уаза, каналом Брюссель — Шарлеруа с рекой Сенна.
Протекает через следующие департаменты Франции и провинции Бельгии:
- Эна (Франция)
- Нор (Франция)
- Эно (Бельгия)
- Намюр (Бельгия)

Города на реке Самбра:
- Мобёж (Франция)
- Шарлеруа (Бельгия)
- Намюр (Бельгия)

## История
Во время Первой мировой войны в районе реки Самбра состоялись несколько сражений, в том числе осада Намюра в 1914 году (битва при Шарлеруа) и одно из последних сражений (битва на Самбре, 1918 год).